# Can You Hear Me? - Broadcasts 1974-1978
Can You Hear Me? - Broadcasts 1974-1978 es un álbum en vivo del grupo de rock progresivo inglés Renaissance, editado en el 2024.
Este trabajo recopila material que la agrupación grabó en diferentes años para la BBC en los años setenta, con la formación clásica de la banda. Está conformado por dos CD y un tercer disco en formato Blu-ray.
Varias canciones de este material, ya habían sido publicados en anteriores discos como Live at the BBC Sight & Sound y Day of the Dreamer.

## Lista de canciones
Disco 1 - BBC Radio 1 'Sight & Sound In Concert' Hippodrome, Golders Green, London 8th January 1977
1. «Introduction» (0:48)
2. «Carpet of the Sun» (4:21)
3. «Mother Russia» (10:42)
4. «Can You Hear Me?» (13:20)
5. «Ocean Gypsy» (8:06)
6. «Running Hard» (10:45)
7. «Touching Once (Is So Hard to Keep)» (10:16)
8. «Prologue» (7:19)
Disco 2 - BBC Radio 1 'In Concert' Paris Theatre, London 4th October 1978
1. «Can You Hear Me» (14:19)
2. «Carpet of the Sun» (4:10)
3. «Day of the Dreamer» (10:27)
4. «Back Home Once Again» (4:05)
5. «Can You Understand» (2:21)
6. «The Vultures Fly High» (3:16)
7. «A Song for All Seasons» (11:07)
8. «Prologue» (7:49)
Disco 3 (Blu-ray)
1. «Can You Understand» 
2. «Ashes Are Burning» 
3. «Introduction» 
4. «Carpet of the Sun» 
5. «Mother Russia» 
6. «Can You Hear Me?» 
7. «Ocean Gypsy» 
8. «Running Hard» 
9. «Touching Once (Is So Hard to Keep)» 
10. «Prologue» 
11. «Northern Lights» 

## Integrantes
- Annie Haslam - voz principal
- Michael Dunford - guitarras, coros
- John Tout - teclados, piano
- Jon Camp - bajo eléctrico, coros
- Terence Sullivan - batería, percusiones, coros